# Текловка (Пермский край)
Текловка — деревня в Чернушинском районе Пермского края. Входит в состав Труновского сельского поселения.

## Описание
Расположена на правом берегу реки Тюй на крайнем юге края, в 26 км к юго-востоку от центра города Чернушка и в 180 км к югу от Перми. Находится в лесистой местности. Имеется подъездная дорога (через Трун) от автодороги Чернушка — Сарс.
По результатам переписи 2010 года численность населения составила 68 человек, в том числе 33 мужчины и 35 женщин.
В 2005 году численность населения составляла 126 человек.